# Hardy Cross
Hardy Cross (* 10. Februar 1885 in Nansemond County, Virginia; † 11. Februar 1959 in Virginia Beach) war ein US-amerikanischer Bauingenieur.

## Leben
Cross studierte zunächst am Hampden Sydney College, wo er Abschlüsse als Lehrer für Englisch und Mathematik machte, was er 1903 bis 1906 an der Norfolk Academy unterrichtete. Er studierte danach Bauingenieurwesen am Massachusetts Institute of Technology mit einem Bachelorabschluss 1908. Er arbeitete für die Brückenabteilung der Missouri Pacific Railroad in St. Louis. 1911 erhielt er einen Master-Abschluss der Harvard University. Als Dozent lehrte er sieben Jahre als Assistant Professor an der Brown University. Nach einer kurzen praktischen Tätigkeit wurde er 1921 Professor für Hochbau an der University of Illinois at Urbana-Champaign. Ab 1937 war er Professor an der Yale University und Vorstand der Bauingenieurs-Fakultät. 1945 wurde er in die American Academy of Arts and Sciences gewählt. 1951 emeritierte er.
Das Cross-Verfahren (Analysis of continuous frames by distributing fixed-end moments, Proceedings ASCE 1930), ein iteratives Verfahren zur Bestimmung der Biegemomente am Ende der Stäbe von Stabkonstruktionen und Fachwerken, ist nach ihm benannt. Es eignete sich besonders für statisch hochgradig unbestimmte Systeme und fand schnell weite Verbreitung zum Beispiel im Hochhausbau. Cross lieferte auch Beiträge, die später zur Finite-Elemente-Methode führten. 1958 erhielt er die Goldmedaille der Institution of Structural Engineers.